# Le'anpu Miaozudongzuxiang
Le'anpu Miaozudongzuxiang är en ort i Kina. Den ligger i provinsen Hunan, i den södra delen av landet, omkring 360 kilometer sydväst om provinshuvudstaden Changsha. Antalet invånare är 620.
Runt Le'anpu Miaozudongzuxiang är det ganska tätbefolkat, med 86 invånare per kvadratkilometer. Närmaste större samhälle är Zhaishi Miaozu Dongzuxiang, 14,1 km öster om Le'anpu Miaozudongzuxiang. I omgivningarna runt Le'anpu Miaozudongzuxiang växer i huvudsak blandskog.
Genomsnittlig årsnederbörd är 1 787 millimeter. Den regnigaste månaden är juni, med i genomsnitt 296 mm nederbörd, och den torraste är december, med 63 mm nederbörd.